# 约翰·基
約翰·菲利普·基爵士，GNZM，AC（1961年8月9日—），新西兰国家党籍政治家、前总理（2008-2016），1961年8月生于奧克蘭，毕业于坎特伯雷大学，具有犹太裔血统。

## 參政前
约翰·基來自一個單親家庭，由他的奧地利猶太裔混血母親在基督城一棟國民住宅撫養長大。约翰·基的生父是英格蘭裔新西蘭人。 他上Burnside高中，然後在1982年在坎特伯里大學取得商業學士學位。约翰·基曾就讀哈佛大學研究所課程。
他的首任工作是在McCulloch Menzies做審計員，後跳槽到以基督城為根據地的衣服製造商Lane Walker Rudkin當了兩年企劃經理。约翰·基在威靈頓工作開始時先在Elders Finance做外匯交易員，兩年後升為外匯交易主任。约翰·基後為Bankers Trusts工作了一段時間，之後到新加坡和倫敦為美林公司工作，這裡的一些同僚稱他為「笑臉暗殺者」。在1999年，约翰·基成為美林公司外匯交易主任，並根據此職位成為紐約聯邦儲備銀行外匯交易委員會委員。
约翰·基在2001年回到紐西蘭追求政治生涯，他的淨值估計超過兩千八百萬美元。

## 政治生涯

### 海伦斯维尔
2001人口普查显示奧克蘭的人口有所增長，范围覆蓋奧克蘭西北角都會區的新選區海伦斯维尔因而成立。约翰·基在初選擊敗了资深國會議員布赖恩·尼森（因為选区重新分界，他所在的怀塔克雷選區被认为是工黨的安全選區），然後以1,705票之差贏過工黨加里·罗素，贏得國會席位，以無黨籍參選的尼森得第三高票。约翰·基在2005年大選輕易連任，获得了海伦斯维尔63%的選票。

### 商業發言人
在2004年，约翰·基被黨魁唐·布拉許博士晉升至反對黨前席，並被任命為商業發言人。在2006年末，醜聞和私人信件的洩露，導致布拉許辭去黨魁職務。约翰·基和比爾·英格利(Bill English)分別當選主席和副主席。

### 反對黨領袖
2006年11月28日，在他當選黨魁的首次演說中，约翰·基提及紐西蘭有一個「下層社會」正被「容許發展」，引起媒體廣泛報導。接續這次演說，约翰·基在2007年2月領導他的政黨致力於一個提供食物給紐西蘭最窮學校的計劃。
在社會議題方面，约翰·基有混雜的投票記錄：他曾投票反對民事結合法案，但也投票反對從憲法上將婚姻定義為性別限定一男一女的法案。约翰·基支持將法定喝酒年齡升回20歲的提案，但未通過。
他對國會議員Sue Bradford的兒童管教法案的立場由反對到鬆動。這是一條使「合理武力」不得成為處理虐待兒童案件理據的法案，許多家長視此法案為完全禁止打小孩。约翰·基後來和總理海倫·克拉克達成妥協，給與警察不處理他們認為打小孩情形「不嚴重」的斟酌權。

### 總理

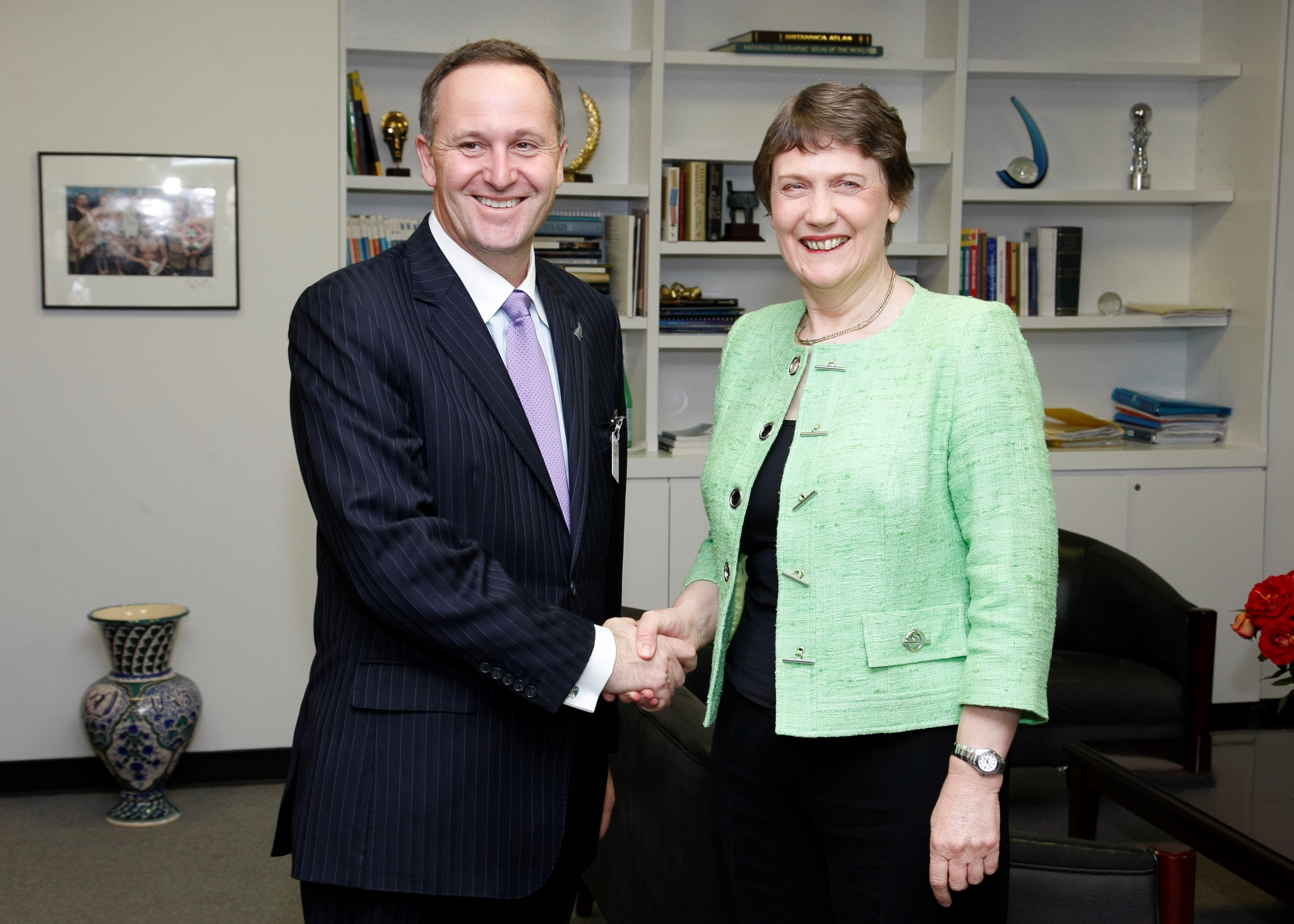
約翰·基與前总理海倫·克拉克（2009年11月22日）

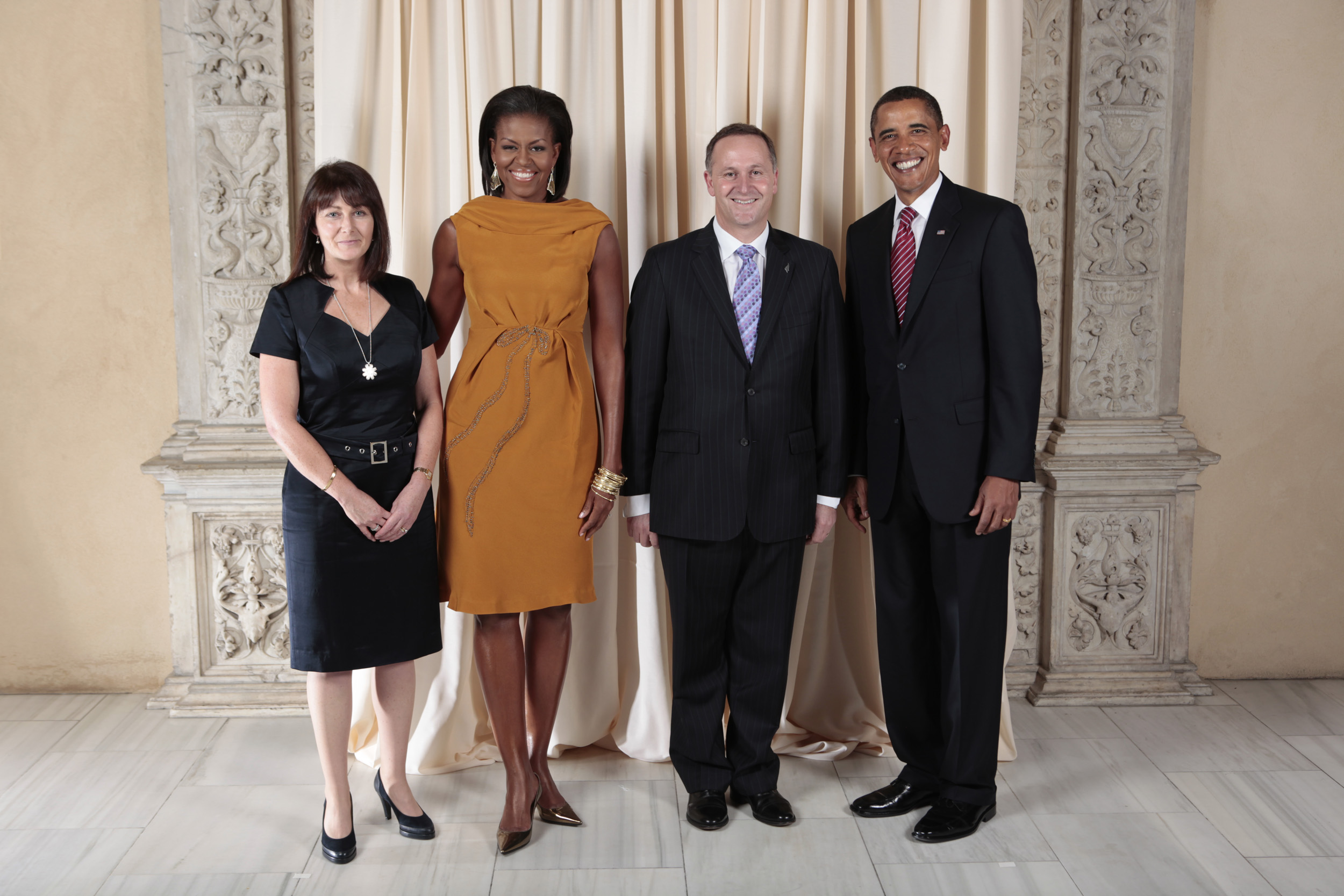
2009年9月23日约翰·基和妻子布罗娜·基在纽约与美国总统贝拉克·奥巴马和美国第一夫人米歇尔·奥巴马会面

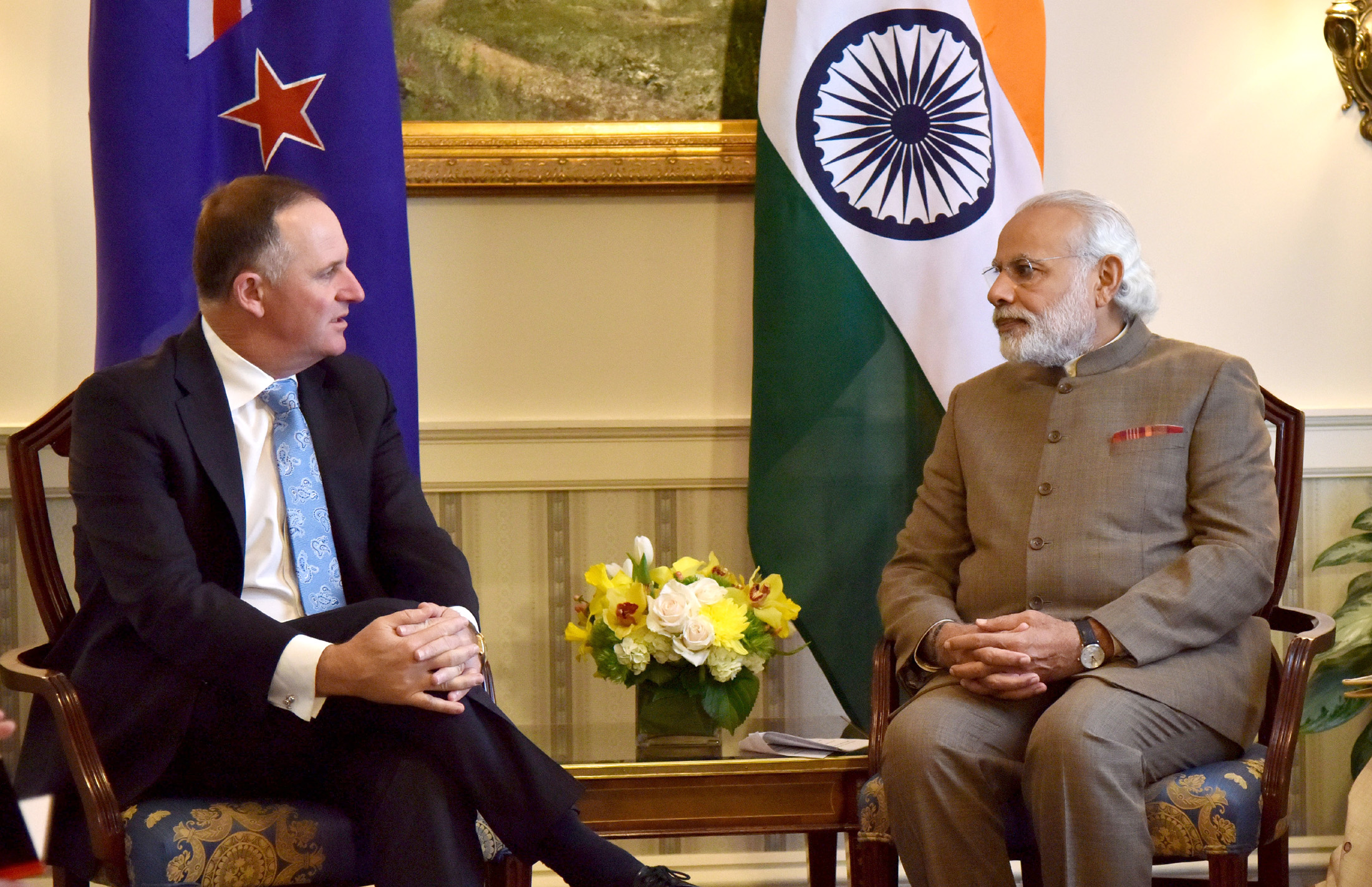
2016年3月31日约翰·基在华盛顿哥伦比亚特区与印度总理纳伦德拉·莫迪会面

2008年大選，约翰·基領導的國家黨取得勝利，成功奪回執政權，籌組了少數政府。2011年和2014年大選後因國家黨都比上屆奪得更多議席而續任總理。他推動了2015和16年紐西蘭國旗公投，但最終被國民認為新設計比現有國旗更差而決定保留現有國旗。他又推動太平洋夥伴關係協定。2016年12月12日，意外地宣布以希望花更多時間在家庭為由辭职。

### 總理之後
2017年3月22日，在议会发表告别演说，辭去議員職務。同年9月起任紐西蘭航空董事。

## 政治觀點
约翰·基是溫和保守派，形容自己比他的前任唐·布拉許更中間派，不過他也注意到兩者間差異主要在風格。约翰·基過去曾表示憂慮販賣國產的速度，但主張1980年代反對販賣國產的理據大部份是不合理的。在2002年3月23日先驅報刊登的一次採訪中引述他說:「將健康、教育、退休金管理私有化的一些傾向是有道理的」。
约翰·基支持國家黨在1992年對雇用法做的修改，他表示勞工市場須要更大的彈性，而雇用關係法提供了更佳的受雇用機會。
约翰·基相信全球暖化是現實事件，並且政府須要採取措施減少人類對全球暖化的助長。约翰·基許諾國家黨會致力讓紐西蘭溫室氣體排放在往後50年內減少50%。批評者指出在2005年，约翰·基曾表示他懷疑氣候變化的影響和衝擊。
批評者指出约翰·基在成為反對黨領袖後就改變了他對伊拉克戰爭的立場。在2003年，做為反對黨國會議員，约翰·基贊同國家黨對紐西蘭傳統盟邦，美國和澳洲的支持。2007年8月约翰·基在國會受到抨擊，政府官員主張若约翰·基是當時總理，他會派兵去參與伊拉克戰爭。
约翰·基2007年受到工黨戰略家Pete Hodgson攻擊他的商業經歷。Hodgson主張约翰·基在1987年涉及了一件受重大詐欺局調查的案件，约翰·基回應他在當年提供給重大詐欺局的證據協助了對參與人士的定罪，這項聲明得到了當時重大詐欺局局長Chas Sturt的公開支持。

## 宗教觀點
儘管他的母親是猶太人，约翰·基也參與教會聚會，當問及信仰時，他指自己是個不可知論者，並未信仰任何宗教，他描述自己為一個「非虔誠信徒」，且不相信死後生命。

## 家庭
- 妻子~Bronagh Key：1963年11月14日出生；1984年24歲約翰·基娶21歲Bronagh Key。
- 女兒~Stephie Key：1993年4月出生；
- 兒子~Max Key：1995年5月出生；

## 外部連結
- 个人网站
- 竞选网站

| 政府职务           | 政府职务                  | 政府职务             |
| ------------------ | ------------------------- | -------------------- |
| 前任： 海伦·克拉克 | 新西兰总理 2008年至2016年 | 繼任： 比爾·英格利希 |
| 政党职务           |                           |                      |
| 前任： 唐·布拉什   | 国家党党魁 2006年至2016年 | 繼任： 比爾·英格利希 |